# Trình duyệt di động

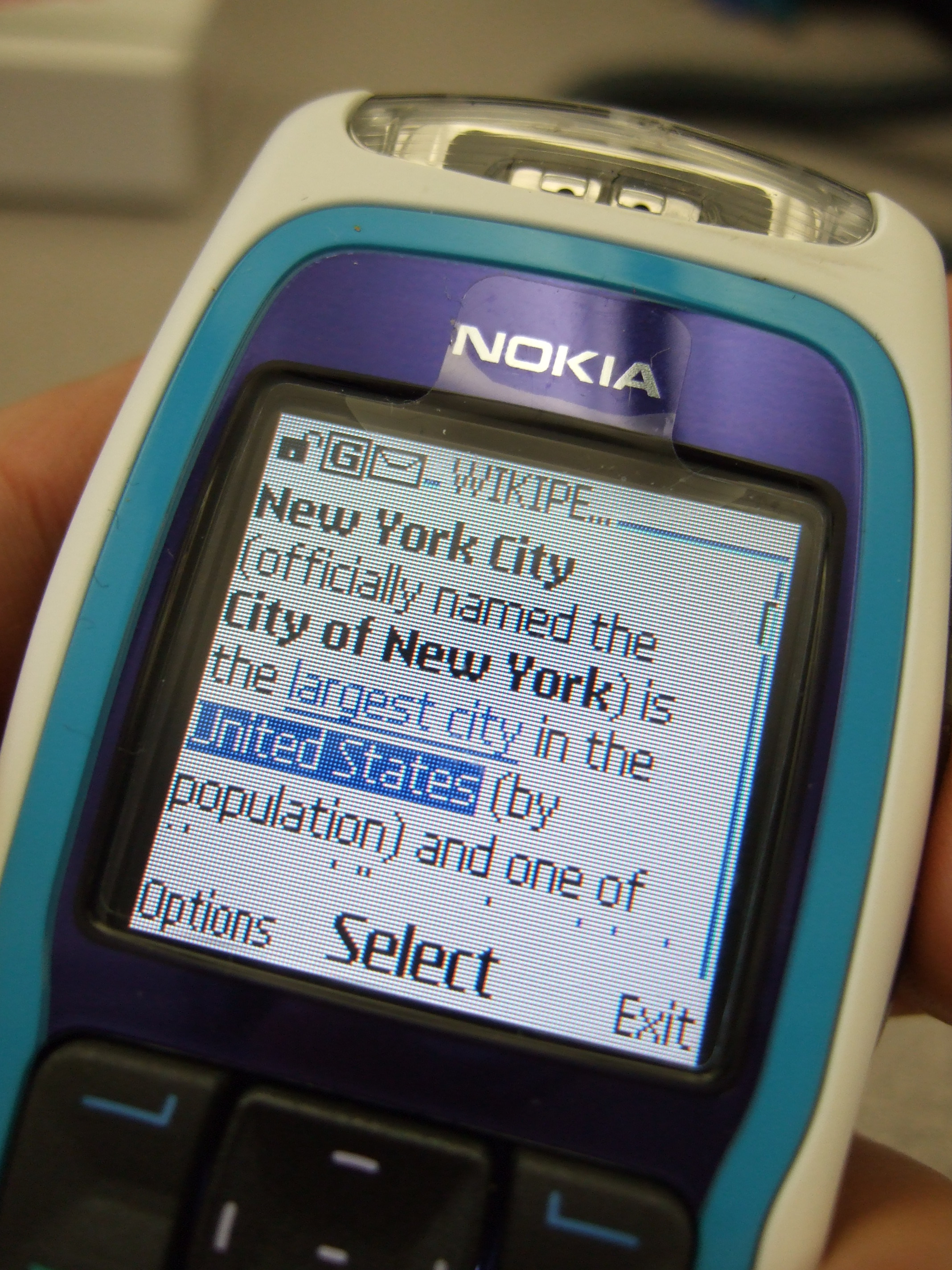
Trang Wikipedia được hiển thị trên trình duyệt di động XHTML trên Nokia 3220 (2004)

Trình duyệt di động là trình duyệt web được thiết kế để sử dụng trên thiết bị di động như điện thoại di động hoặc PDA. Các trình duyệt di động được tối ưu hóa để hiển thị nội dung Web hiệu quả nhất cho màn hình nhỏ trên thiết bị di động. Phần mềm trình duyệt di động phải nhỏ và hiệu quả để phù hợp với dung lượng bộ nhớ thấp và băng thông thấp của các thiết bị cầm tay không dây. Thông thường, chúng là các trình duyệt web bị loại bớt một số tính năng, tuy nhiên, một số trình duyệt di động gần đây có thể xử lý các công nghệ mới nhất cũng như CSS 3, JavaScript và Ajax.
Các trang web được thiết kế sao cho chúng có thể được truy cập từ các trình duyệt này được gọi là cổng thông tin không dây  hoặc gọi chung là Mobile Web. Các trang này có thể tự động tạo phiên bản "di động" của mỗi trang, ví dụ trang web Wikipedia.

## Công nghệ
Trình duyệt di động thường kết nối qua mạng di động hoặc qua Mạng LAN không dây, sử dụng HTTP tiêu chuẩn qua TCP / IP và hiển thị các trang web được viết bằng HTML, XHTML Mobile Profile (WAP 2.0) hoặc WML (phát triển từ HDML). WML và HDML là các định dạng rút gọn phù hợp để truyền trên băng thông hạn chế và kết nối dữ liệu không dây được gọi là WAP. Tại Nhật Bản, DoCoMo đã định nghĩa dịch vụ i-mode dựa trên HTML i-mode, đây là một phần mở rộng của Compact HTML (C-HTML), một tập con đơn giản hơn của HTML.
WAP 2.0 chỉ định XHTML Mobile Profile cộng với CSS CSS, các tập hợp con của XHTML và CSS tiêu chuẩn của W3C với các tiện ích mở rộng di động nhỏ.
Các trình duyệt di động mới hơn là các trình duyệt Web đầy đủ tính năng có khả năng HTML, CSS, ECMAScript, cũng như các công nghệ di động như WML, i-mode HTML hoặc cHTML. Để phù hợp với màn hình nhỏ, các trình duyệt này sử dụng giao diện Post-WIMP.